# لوک رو
لوک رو (انگلیسی: Luke Rowe؛ زادهٔ ۱۰ مارس ۱۹۹۰) دوچرخه‌سوار اهل بریتانیا است.
از باشگاه‌هایی که در آن بازی کرده‌است می‌توان به تیم اسکای اشاره کرد.